# Ghiacciaio Scudding
Il ghiacciaio Scudding è un ghiacciaio lungo circa 6 km situato nella regione centro-occidentale della Dipendenza di Ross, in Antartide. Il ghiacciaio, il cui punto più alto si trova a circa 1900 m s.l.m., si trova in particolare all'estremità meridionale della dorsale Convoy, dove fluisce verso est a partire dal versante meridionale del monte Gunn e scorrendo fino ad arrivare all'inizio della valle Alatna.

## Storia
Il ghiacciaio Scudding è stato mappato dai membri della spedizione Terra Nova, condotta dal 1910 al 1913 e comandata dal capitano Robert Falcon Scott, ma è stato così battezzato sono nel 1989-90 dal Comitato neozelandese per i toponimi antartici. Questo ghiacciaio è adiacente al nevaio del ghiacciaio Cambridge e i forti venti catabatici carichi di neve che soffiano dal nevaio arrivano nella valle Alatna proprio passando sopra al ghiacciaio Scudding, tanto che, anche in giorni di poco vento, si possono comunque vedere nuvole di neve che vorticano e solcano il ghiacciaio, il quale proprio a questo deve il suo nome: "scudding" in inglese significa infatti "solcare".